# Philippe Herreweghe
Philippe Herreweghe (* 2. května 1947 Gent) je belgický dirigent. Proslul zejména jako průkopník autentického interpretačního stylu staré hudby a je považován za jednoho z předních znalců a interpretů Bachova díla. Své nahrávky uveřejňuje nejčastěji v nakladatelství Harmonia Mundi.